# كاترين هيملر
كاترين هيملر (بالألمانية: Katrin Himmler) (و. 1967  م) هي كاتِبة، ومؤرخة العصر الحديث ألمانية، ولدت في دينسلاكن.

## وصلات خارجية
- كاترين هيملر على موقع IMDb (الإنجليزية)
- كاترين هيملر على موقع قاعدة بيانات الفيلم (الإنجليزية)

- كاترين هيملر في قاعدة بيانات الأفلام على الإنترنت